# Leanid Karnijenka
Leanid Leanidawitsch Karnijenka (belarussisch Леанід Леанідавіч Карніенка; * 20. August 1987 in Klimawitschy) ist ein ehemaliger belarussischer Skilangläufer.

## Werdegang
Sein internationales Debüt gab Karnijenka im Januar 2005 beim Europäischen Olympischen Winter-Jugendfestival in Monthey. Dort gewann er im 10-km-Einzelrennen im freien Stil die Bronzemedaille. Über 7,5 km im klassischen Stil belegte er im Ziel Rang 16. Bei den folgenden Nordischen Junioren-Skiweltmeisterschaften in Rovaniemi verpasste er eine Top-Platzierung. Nach Rang 59 in der 2 × 10-km-Verfolgung erreichte er Rang 20 im Einzel über 10 km.
Ein Jahr später konnte sich Karnijenka bei den Juniorenweltmeisterschaften 2006 im slowenischen Kranj zwar leicht verbessern, ein Medaillenerfolg blieb aber weiter aus. Bestes Ergebnis war der 16. Platz in der Verfolgung. Am 17. Dezember 2006 gab er beim Staffel-Weltcup in La Clusaz sein Debüt im Skilanglauf-Weltcup. Als 14. blieb die belarussische Staffel aber wie erwartet chancenlos.
Im Februar startete Karnijenka bei den Nordischen Skiweltmeisterschaften 2007 in Sapporo. Nachdem er dort im Einzelrennen über 30 km ausgeschieden war, gewann er über 10 km überraschend die Silbermedaille hinter dem Norweger Lars Berger. Geholfen hatten ihm dabei wechselnde Wetterbedingungen, die ihm als Starter mit niedriger Startnummer entgegenkamen. Bei seinem letzten Rennen der WM, der Staffel, erreichte der Rang 13.
Zu Beginn der Saison 2007/08 startete Karnijenka in Beitostølen auch erstmals in einem Einzelweltcup. Jedoch blieb er weit hinter den Punkterängen zurück. Im Dezember startete er für zwei Rennen in Krasnogorsk im Eastern Europe Cup, kam aber auch dort nicht über Platz 50 hinaus. Bei den folgenden U23-Skilanglauf-Weltmeisterschaften im italienischen Mals konnte er als Zehnter im Sprint erstmals eine Top-10-Platzierung bei der Junioren-Weltmeisterschaft erreichen. Im 15-km-Einzelrennen schied er früh aus, das 30-km-Einzelrennen beendete er auf Platz 17.
Am 14. Dezember 2008 gelang ihm als 15. im Sprint von Davos erstmals der Lauf in die Punkteränge. Auch im Januar im russischen Rybinsk gelang ihm dies als 29. Bei den folgenden Nordischen Skiweltmeisterschaften 2009 in Liberec verpasste er die Wiederholung seines Erfolgs von 2007 deutlich. Die Skilanglaufsaison beendete er auf Rang 128 der Weltcup-Gesamtwertung sowie Rang 74 der Sprint-Weltcup-Gesamtwertung.
Zu Beginn seiner letzten Saison 2009/10 gelang ihm mit der Staffel in Beitostølen als Neunter erstmals eine Staffelplatzierung unter den zehn besten Mannschaften der Welt. Auch im Januar gelang ihm im Teamsprint von Rybinsk ein neunter Platz. Daraufhin bekam er einen Startplatz bei den Olympischen Winterspielen 2010 in Vancouver. Im Sprintrennen belegte er Rang 51, bevor er das Einzelrennen über 15 km als 63. beendete. Im Teamsprint schied er im Halbfinale aus.
Nach den Spielen bestritt Karnijenka noch einen Wettbewerb im Rahmen der Militärsport-Läufe in Cogne. Im Anschluss daran beendete er seine aktive Skilanglauf-Karriere.

## Erfolge

### Weltcup-Statistik
Die Tabelle zeigt die erreichten Platzierungen im Einzelnen.
- 1.–3. Platz: Anzahl der Podiumsplatzierungen
- Top 10: Anzahl der Platzierungen unter den ersten zehn
- Punkteränge: Anzahl der Platzierungen innerhalb der Punkteränge
- Starts: Anzahl gelaufener Rennen in der jeweiligen Disziplin
- Hinweis: Bei den Distanzrennen erfolgt die Einordnung gemäß FIS.

| Platzierung         | Distanzrennen a | Distanzrennen a | Distanzrennen a | Distanzrennen a | Distanzrennen a | Skiathlon Verfolgung | Sprint | Etappen- rennen b | Gesamt | Team c | Team c  |
| Platzierung         | ≤ 5 km          | ≤ 10 km         | ≤ 15 km         | ≤ 30 km         | > 30 km         | Skiathlon Verfolgung | Sprint | Etappen- rennen b | Gesamt | Sprint | Staffel |
| ------------------- | --------------- | --------------- | --------------- | --------------- | --------------- | -------------------- | ------ | ----------------- | ------ | ------ | ------- |
| 1. Platz            |                 |                 |                 |                 |                 |                      |        |                   |        |        |         |
| 2. Platz            |                 |                 |                 |                 |                 |                      |        |                   |        |        |         |
| 3. Platz            |                 |                 |                 |                 |                 |                      |        |                   |        |        |         |
| Top 10              |                 |                 |                 |                 |                 |                      |        |                   |        | 1      | 1       |
| Punkteränge         |                 |                 |                 |                 |                 |                      | 3      |                   | 3      | 2      | 5       |
| Starts              |                 |                 | 3               | 1               |                 |                      | 9      |                   | 13     | 2      | 5       |
| Stand: Karriereende |                 |                 |                 |                 |                 |                      |        |                   |        |        |         |